# Corali Neumeister
I corali Neumeister, noti anche come Neumeister-Sammlung o come Arnstädter Orgelbuch, sono una raccolta di preludi corali per organo, manoscritta da Johann Gottfried Neumeister non prima del 1790.

## Storia
La raccolta venne messa insieme alla fine del XVIII secolo da Johann Gottfried Neumeister, secondo organista, sacrestano e campanaro della Stadtkirche di Friedberg, a uso liturgico del primo organista di quella chiesa.
Alla morte di Neumeister, avvenuta nel 1831, il manoscritto passò da Johann Gottfried Neumeister a Christian Heinrich Rinck. Dopo la morte di quest'ultimo, avvenuta nel 1846, la sua biblioteca venne interamente acquistata da Lowell Mason nel 1852.
Dopo la morte di Mason, nel 1873, la collezione passò all'Università di Yale di New Haven, dove restò dimenticata per oltre un secolo nell'archivio della John Herrick Music Library. Nel 1982 l'organista tedesco Wilhelm Krumbach la riportò alla luce, ma la sua scoperta venne rivendicata anche dai musicologi Christoph Wolff e Hans-Joachim Schmidt. La raccolta venne pubblicata nel 1985.

## Struttura
La collezione si compone di 82 preludi corali per organo composti intorno al 1705, dei quali 38 elencati come opere giovanili di Johann Sebastian Bach, risalenti al periodo nel quale era organista ad Arnstadt (1703-1707). Di questi 38 lavori, 7 erano già conosciuti, mentre 31 sono inediti. Le altre composizioni sono sotto i nomi di Johann Michael Bach, Johann Christoph Bach, Daniel Erich, Johann Pachelbel, Georg Andreas Sorge, Friederich Wilhelm Zachow e altri anonimi.
| Numero | Titolo                                                                | Attribuzione              | Inedito?                                                            |
| ------ | --------------------------------------------------------------------- | ------------------------- | ------------------------------------------------------------------- |
| 1      | Nun komm, der Heiden Heiland                                          | Johann Michael Bach       | Sì                                                                  |
| 2      | Meine Seele erhebt den Herren                                         | Johann Michael Bach       | Sì                                                                  |
| 3      | Herr Christ, der einig Gottes Sohn                                    | Johann Michael Bach       | Sì                                                                  |
| 4      | Nun freut euch, lieben Christen g'mein                                | Johann Michael Bach       | No, ma un tempo era attribuito a Johann Pachelbel                   |
| 5      | Nun freut euch, lieben Christen g'mein                                | Johann Michael Bach       | Sì                                                                  |
| 6      | Gott hat das Evangelium                                               | Johann Michael Bach       | No, ma un tempo era attribuito a Johann Pachelbel                   |
| 7      | Gott hat das Evangelium                                               | Johann Michael Bach       | Sì                                                                  |
| 8      | Gelobet seist du, Jesu Christ                                         | Johann Michael Bach       | Sì                                                                  |
| 9      | Gelobet seist du, Jesu Christ                                         | Friederich Wilhelm Zachow | Sì                                                                  |
| 10     | Vom Himmel hoch, da komm ich her                                      | Friederich Wilhelm Zachow | Sì                                                                  |
| 11     | Der Tag, der ist so freudenreich / Ein Kindelein so löbelich          | Johann Sebastian Bach     | No, già conosciuto come BWV 719                                     |
| 12     | In dulci jubilo                                                       | Johann Michael Bach       | No, ma un tempo era attribuito a Johann Sebastian Bach come BWV 751 |
| 13     | Christum wir sollen loben schon                                       | Daniel Erich              | Sì                                                                  |
| 14     | Wir Christenleut                                                      | Johann Sebastian Bach     | Sì, catalogato come BWV 1090                                        |
| 15     | Das alte Jahr vergangen ist                                           | Johann Sebastian Bach     | Sì, catalogato come BWV 1091                                        |
| 16     | Herr Gott, nun schleuß den Himmel auf                                 | Johann Sebastian Bach     | Sì, catalogato come BWV 1092                                        |
| 17     | Herzliebster Jesu, was hast du verbrochen                             | Johann Sebastian Bach     | Sì, catalogato come BWV 1093                                        |
| 18     | O Jesu, wie ist dein Gestalt                                          | Johann Sebastian Bach     | Sì, catalogato come BWV 1094                                        |
| 19     | O Lamm Gottes unschuldig                                              | Johann Sebastian Bach     | Sì, catalogato come BWV 1095                                        |
| 20     | Christe, der du bist Tag und Licht / Wir danken dir, Herr Jesu Christ | Johann Sebastian Bach     | Sì, catalogato come BWV 1096                                        |
| 21     | Ehre sei dir, Christe, der du leidest Not                             | Johann Sebastian Bach     | Sì, catalogato come BWV 1097                                        |
| 22     | Christ lag in Todesbanden                                             | Sconosciuto               | Sì                                                                  |
| 23     | Jesus Christus, unser Heiland, der den Tod überwand                   | Johann Michael Bach       | Sì                                                                  |
| 24     | O Herr, Gott Vater in Ewigkeit                                        | Johann Michael Bach       | Sì                                                                  |
| 25     | Vater unser im Himmelreich                                            | Georg Andreas Sorge       | Sì                                                                  |
| 26     | Der du bist drei in Einigkeit                                         | Johann Michael Bach       | Sì                                                                  |
| 27     | Allein Gott in der Höh sei Ehr                                        | Johann Christoph Bach     | Sì                                                                  |
| 28     | Allein Gott in der Höh sei Ehr                                        | Johann Michael Bach       | Sì                                                                  |
| 29     | Mag ich Unglück nicht widerstahn                                      | Johann Michael Bach       | No, ma un tempo attribuito a Johann Pachelbel                       |
| 30     | Dies sind die heilgen zehn Gebot                                      | Johann Michael Bach       | Sì                                                                  |
| 31     | Wir glauben all an einen Gott                                         | Johann Sebastian Bach     | Sì, catalogato come BWV 1098                                        |
| 32     | Aus tiefer Not schrei ich zu dir                                      | Johann Sebastian Bach     | Sì, catalogato come BWV 1099                                        |
| 33     | Allein zu dir, Herr Jesu Christ                                       | Johann Sebastian Bach     | Sì, catalogato come BWV 1100                                        |
| 34     | Allein zu dir, Herr Jesu Christ                                       | Johann Pachelbel          | No                                                                  |
| 35     | Ach, Gott und Herr                                                    | Johann Sebastian Bach     | No, già conosciuto come BWV 714                                     |
| 36     | Ach Herr, mich armen Sünder                                           | Johann Sebastian Bach     | No, già conosciuto come BWV 742                                     |
| 37     | Auf meinen lieben Gott                                                | Johann Michael Bach       | No, ma un tempo era attribuito a Johann Pachelbel                   |
| 38     | Durch Adams Fall ist ganz verderbt                                    | Johann Sebastian Bach     | Sì, catalogato come BWV 1101                                        |
| 39     | Nun lasst uns Gott, dem Herren                                        | Johann Michael Bach       | No, ma un tempo attribuito a Johann Pachelbel                       |
| 40     | Du Friedefürst, Herr Jesu Christ                                      | Johann Sebastian Bach     | Sì, catalogato come BWV 1102                                        |
| 41     | Was mein Gott will, das g'scheh allzeit                               | Sconosciuto               | Sì                                                                  |
| 42     | Kommt her zu mir, spricht Gottes Sohn                                 | Johann Michael Bach       | Sì                                                                  |
| 43     | Ich ruf zu dir, Herr Jesu Christ                                      | Sconosciuto               | Sì                                                                  |
| 44     | Ich ruf zu dir, Herr Jesu Christ                                      | Sconosciuto               | Sì                                                                  |
| 45     | Der Herr ist mein getreuer Hirt                                       | Johann Michael Bach       | Sì                                                                  |
| 46     | Warum betrübst du dich, mein Herz                                     | Johann Michael Bach       | Sì                                                                  |
| 47     | Von Gott will ich nicht lassen                                        | Johann Michael Bach       | Sì                                                                  |
| 48     | Erhalt uns, Herr, bei deinem Wort                                     | Johann Sebastian Bach     | Sì, catalogato come BWV 1103                                        |
| 49     | Vater unser im Himmelreich / Nimm von uns, Herr, du treur Gott        | Johann Sebastian Bach     | No, già conosciuto come BWV 737                                     |
| 50     | Wenn dich Unglück tut greifen                                         | Johann Sebastian Bach     | Sì, catalogato come BWV 1104                                        |
| 51     | Jesu, meine Freude                                                    | Johann Sebastian Bach     | Sì, catalogato come BWV 1105                                        |
| 52     | Gott ist mein Heil, mein Hilf und Trost                               | Johann Sebastian Bach     | Sì, catalogato come BWV 1106                                        |
| 53     | Ach Gott, vom Himmel sieh darein                                      | Johann Michael Bach       | Sì                                                                  |
| 54     | Es spricht der Unweisen Mund wohl                                     | Johann Michael Bach       | Sì                                                                  |
| 55     | Wo Gott, der Herr, nicht bei uns hält                                 | Johann Michael Bach       | Sì                                                                  |
| 56     | An Wasserflüssen Babylon                                              | Johann Christoph Bach     | Sì                                                                  |
| 57     | Jesu, meines Lebens Leben                                             | Johann Sebastian Bach     | Sì, catalogato come BWV 1107                                        |
| 58     | Als Jesus Christus in der Nacht                                       | Johann Sebastian Bach     | Sì, catalogato come BWV 1108                                        |
| 59     | Ach Gott, tu dich erbarmen                                            | Johann Sebastian Bach     | Sì, catalogato come BWV 1109                                        |
| 60     | O Herre Gott, dein göttlich Wort                                      | Johann Sebastian Bach     | Sì, catalogato come BWV 1110                                        |
| 61     | Wie schön leuchtet der Morgenstern                                    | Friederich Wilhelm Zachow | Sì                                                                  |
| 62     | Heut triumphieret Gottes Sohn                                         | Sconosciuto               | Sì                                                                  |
| 63     | Wenn mein Stündlein vorhanden ist                                     | Johann Michael Bach       | No, ma un tempo era attribuito a Johann Sebastian Bach              |
| 64     | Nun lasst uns den Leib begraben                                       | Johann Sebastian Bach     | Sì, catalogato come BWV 1111                                        |
| 65     | Christus, der ist mein Leben                                          | Johann Sebastian Bach     | Sì, catalogato come BWV 1112                                        |
| 66     | Ich hab' mein Sach Gott heimgestellt                                  | Johann Sebastian Bach     | Sì, catalogato come BWV 1113                                        |
| 67     | Herr Jesu Christ, du höchstes Gut                                     | Johann Sebastian Bach     | Sì, catalogato come BWV 1114                                        |
| 68     | Herzlich lieb hab' ich dich, o Herr                                   | Johann Sebastian Bach     | Sì, catalogato come BWV 1115                                        |
| 69     | Was Gott tut, das ist wohlgetan                                       | Johann Sebastian Bach     | Sì, catalogato come BWV 1116                                        |
| 70     | Alle Menschen müssen Sterben                                          | Johann Sebastian Bach     | Sì, catalogato come BWV 1117                                        |
| 71     | Machs mit mir, Gott, nach deiner Güt                                  | Johann Sebastian Bach     | No, già conosciuto come BWV 957                                     |
| 72     | Werde munter, mein Gemüte                                             | Johann Sebastian Bach     | Sì, catalogato come BWV 1118                                        |
| 73     | Wie nach einer Wasserquelle                                           | Johann Sebastian Bach     | Sì, catalogato come BWV 1119                                        |
| 74     | Wer Gott vertraut                                                     | Johann Christoph Bach     | Sì                                                                  |
| 75     | Christe, der du bist der helle Tag                                    | Johann Sebastian Bach     | Sì, catalogato come BWV 1120                                        |
| 76     | Erbarm dich mein, o Herre Gott                                        | Friederich Wilhelm Zachow | Sì                                                                  |
| 77     | Ich ruf zu dir, Herr Jesu Christ                                      | Johann Sebastian Bach     | No, già conosciuto come BWV 639                                     |
| 78     | Herr Christ, der einig Gottes Sohn                                    | Johann Sebastian Bach     | No, già conosciuto come BWV 601                                     |
| 79     | Auf, Christenmensch                                                   | Georg Andreas Sorge       | No                                                                  |
| 80     | Wo Gott, der Herr, nicht gibt sein Gunst                              | Georg Andreas Sorge       | No                                                                  |
| 81     | Herr Jesu Christ, du höchstes Gut                                     | Georg Andreas Sorge       | No                                                                  |
| 82     | Freu dich sehr, o meine Seele                                         | Georg Andreas Sorge       | No                                                                  |